# يو إف سي 170
يو إف سي 170: روزي ضد مكمان (بالإنجليزية: UFC 170: Rousey vs. McMann)‏ هو حدث لفنون القتال المختلطة نظمته يو إف سي، أُقيم في 22 فبراير 2014، على ميشيلوب ألترا أرينا في لاس فيغاس، نيفادا، الولايات المتحدة.